# Jaime Villegas (ciclista)
Jaime Villegas (nascido em 1937) é um ex-ciclista colombiano. Representou seu país, Colômbia, no ciclismo nos Jogos Olímpicos de Verão de 1956.